# Institut de Psychiatrie (Brugmann)
L'Institut de Psychiatrie est le service psychiatrique de l'hôpital Brugmann, à Bruxelles.
Il a été construit à la fin des années 1920 et a ouvert ses portes en 1931. Composé de deux pavillons, l'Institut de Psychiatrie remplace l'Asile-dépôt de l'hôpital Saint-Jean. Il accueille environ 120 patients, hommes et femmes.
Dans les années 1980, les anciens bâtiments ont été détruits et un nouveau ensemble pavillonnaire a vu le jour.

## Liste des directeurs
- Guillaume Vermeylen (1931-1943)
- Justinien Heernu ff[Quoi ?] (1943-1945)
- René Nyssen (1946-1956)
- Paul Sivadon/Jacques Flament
- Isidore Pelc
- Paul Verbanck